# (73958) 1997 WN
(73958) 1997 WN – planetoida z pasa głównego asteroid okrążająca Słońce w ciągu 5,45 lat w średniej odległości 3,09 j.a. Odkryta 18 listopada 1997 roku.